# Fiore selvaggio (telenovela)
Fiore selvaggio (Cabocla) è una telenovela brasiliana in 170 puntate andata in onda su TV Globo dal 4 giugno al 15 dicembre 1979. Sceneggiata da Benedito Ruy Barbosa,  è basata sull'omonimo romanzo di Ribeiro Couto, scritto nel 1931. Gli interpreti principali sono Glória Pires e Fábio Jr., che durante le riprese si innamorarono convolando poi a nozze.

## Trama
Il giovane e viziato Luís Jerônimo scopre di essere ammalato di tubercolosi, e il suo medico curante gli consiglia di abbandonare Rio de Janeiro, la città dove abita, e spostarsi in campagna. Il ragazzo si trasferisce così a Vila da Mata presso la fazenda del colonnello Boanerges, cugino di suo padre. Qui Luís Jerônimo conosce Zuca, figlioccia del colonnello, e se ne innamora, ricambiato. La loro relazione però viene messa a dura prova sia dal contadino Tobias, fidanzato di Zuca, che da Pepa, una donna spagnola con la quale Luís Jerônimo aveva intrecciato una relazione a Rio. Alla storia d'amore di Zuca e Luís Jerônimo fa da sfondo la lotta per il potere politico locale tra il colonnello Boanerges e il colonnello Justino, lotta che mette in difficoltà Belinha e Neco, figli dei due rivali e profondamente innamorati: le rispettive famiglie non approvano e fanno di tutto per separarli. Justino cerca di convincere il figlio a dedicarsi alla politica locale, mentre Belinha viene rinchiusa in un convento. Dopo varie vicissitudini, sia Neco e Belinha che Zuca e Luís Jerônimo riescono a coronare i loro sogni romantici.

## Personaggi principali
- Zuca, interpretata da Glória Pires, doppiata da Silvia Tognoloni

Figlia di Zé da Estação e Siá Bina  (Ana Ariel), analfabeta, è una ragazza pura e introversa. Fidanzata con Tobias, rompe con il ragazzo quando incontra Luís Jerônimo e se ne innamora. Alla fine della telenovela, i due hanno un bambino. Zuca - come molti personaggi dello sceneggiato - è meticcia, cioè nata da genitori di razze diverse. Da qui il titolo originale della telenovela, Cabocla (t.i. "Meticcia").
- Luís Jerônimo, interpretato da Fábio Jr., doppiato da Massimo Giuliani

Figlio di Joaquim, è un ragazzo raffinato, viziato, educato e allegro. Non mostra alcun interesse negli affari del padre, vive la sua vita alla giornata, in modo irresponsabile, fino a quando gli diagnosticano la tubercolosi, in seguito alla quale si trasferisce in campagna e conosce Zuca, della quale si innamora.
- Tobias, interpretato da Roberto Bonfim, doppiato da Angelo Nicotra

Figlio di Felicio (Oswaldo Louzada) e Generosa (Yara Salles). Anche lui meticcio come Zuca, Tobias è un ragazzo forte, coraggioso e sempre pronto allo scontro per difendere i suoi valori e soprattutto il suo amore per Zuca, motivo per il quale nessuno osa nemmeno guardarla. Eccellente cavallerizzo, lavora presso la fazenda del colonnello Boanerges e si occupa del trasporto di bestiame. Ragazzo di poca cultura, soffrirà molto per il tradimento e la separazione da Zuca, che Tobias perdonerà alla fine della telenovela. È l'oggetto segreto del desiderio di Mariquinha, figlia del colonnello Justino.
- Colonnello Boanerges, interpretato da Cláudio Correia e Castro doppiato da Renato Mori

Marito di Emerenciana e padre di Belinha, nonché cugino di Joaquim; accoglie in casa il figlio di costui, Luís Jerônimo, per aiutarlo durante la sua guarigione. Ricco agricoltore, è il capo politico della regione e sindaco di Vila da Mata. Severo con la figlia, è però fondamentalmente uomo di animo buono e fa spesso da mediatore tra i poteri forti e i contadini della regione. Durante la telenovela si troverà a scontrarsi con il colonnello Justino, suo grande rivale. È padrino di Zuca e Tobias.
- Belinha, interpretata da Simone Carvalho, doppiata da Micaela Esdra

Figlia di Boanerges ed Emerenciana. Si è diplomata come maestra di scuola elementare e vuole insegnare, ma suo padre preferirebbe che lei frequentasse un corso universitario per conseguire la laurea. Ha una visione moderna del mondo e non è d'accordo con alcuni atteggiamenti dei genitori. Si innamora di Neco, figlio del colonnello Justino, grande rivale politico di suo padre. La relazione con Neco è malvista dai suoi genitori al punto che la ragazza verrà spedita in un convento per essere allontanata dall'amato, ma senza successo.
- Neco, interpretato da Kadu Moliterno, doppiato da Roberto Chevalier

Figlio di Justino e fratello di Mariquinha. Abbandona i suoi studi di giurisprudenza e ritorna a Vila da Mata per diventare agricoltore. Conosce Belinha, figlia di Boanerges, e tra i due nasce una grande amicizia che si trasforma in una relazione d'amore, osteggiata però soprattutto da suo padre, grande rivale politico del colonnello Boanerges.
- Colonnello Justino, interpretato da Gilberto Martinho, doppiato da Luciano De Ambrosis

Uomo prepotente e dal forte spirito, non accetta la leadership politica di Boanerges e si batte, senza successo, per prenderne il posto. Vedovo da molti anni, sogna di dare in sposa sua figlia Mariquinha a un ragazzo ricco, in modo da poter esercitare maggiore potere politico. Nella seconda parte della telenovela si addolcisce: sposa in seconde nozze Pepa, arrivata a Vila da Mata per riconquistare Luís Jerônimo.
- Joaquim, interpretato da Milton Moraes, doppiato da Elio Zamuto

Padre di Luis Jerônimo, vedovo da alcuni anni. Imprenditore prosperoso, forte ed educato, vive solo per il lavoro, anche in funzione di Luis, soprattutto dopo che questi si è ammalato. Sebbene non sia molto felice della relazione del figlio con Zuca, riesce ad accettarla solo quando anche lui si invaghisce di Pequetita, ragazza dalla forte personalità, inizialmente innamorata di Luís Jerônimo.
- Emerenciana, interpretata da Neuza Amaral

Moglie del colonnello Boanerges e madre di Belinha. Donna semplice ma affascinante, è sempre disposta ad aiutare tutti. Eccellente padrona di casa, ha molto polso e talvolta ha atteggiamenti da leader politico più di suo marito.
- Mariquinha, interpretata da Fátima Freire

Figlia di Justino e sorella di Neco. È insegnante all'unico istituto rurale della regione. Confidente di Tomé (Mauricio do Valle), il grande amico di Tobias, è segretamente innamorata di quest'ultimo.
- Zé da Estação, interpretato da Carlos Duval

Marito di Siá Bina (Ana Ariel) e padre di Zuca. Capostazione a Pau D'Alho e proprietario dell'unico hotel di Vila da Mata, è una persona onesta, amichevole e stimata nella regione. Sogna un destino felice per la sua unica figlia e crede che il matrimonio di Zuca con Tobias realizzerà tutti i suoi piani.

## Produzione e retroscena
Come l'omonimo romanzo di Ribeiro Couto, la telenovela di Barbosa tratta il tema dell'amore, tipico di questo genere televisivo, sapientemente mescolato al tema della politica e della vita rurale del Brasile all'inizio del XX secolo. Attraverso il personaggio di Neco, infatti, l'autore dello sceneggiato volle dare importanza al voto dato con coscienza e non dato per favoritismi o accordi di potere. Emblematica, in tal senso, la puntata finale della telenovela, andata in onda nel dicembre del 1979, e cioè in un periodo storico in cui il Brasile era ancora sotto il giogo del regime militare. Il lato "politico" della telenovela destò molto interesse negli spettatori, anche grazie alla complicata storia d'amore - proprio per via della rivalità politica delle rispettive famiglie - tra Neco e Belinha.
Per via della dittatura militare al potere, lo sceneggiato subì anche censure in alcuni passaggi: per esempio, fu tagliata una scena in cui Zuca correva in aiuto di Luís Jerônimo che tossiva per via della sua malattia, scena che li vedeva da soli in camera da letto.
A due mesi dalla fine dello sceneggiato, Benedito Ruy Barbosa firmò un contratto con Rede Bandeirantes e non accettò di scrivere altri capitoli di Fiore selvaggio oltre a quelli inizialmente previsti. I dirigenti di Rede Globo non si aspettavano tale rifiuto, e al termine della trasmissione di Fiore selvaggio furono costretti a replicare una versione ridotta de La schiava Isaura perché la nuova telenovela sostitutiva, Olhai os Lírios do Campo, non era ancora pronta.
Fiore selvaggio fu premiata come Migliore Telenovela del 1979 dalla APCA (Associação Paulista de Críticos de Arte) e Roberto Bonfim ricevette il premio come miglior attore non protagonista, ex aequo con Paulo Autran per Pai Herói e Rubens de Falco per Gaivotas.

## Distribuzione
La telenovela fu distribuita in molti paesi stranieri tra cui Stati Uniti d'America e Venezuela.  In Italia, andò in onda su Rete 4 a partire dal 30 aprile 1984.

## Colonna sonora e sigla
Come d'abitudine, anche per questa telenovela fu pubblicata una colonna sonora che comprendeva brani di Ruy Maurity (Pelo Sinal), Milton Nascimento (Morro Velho), Renato Teixeira (Amora), José Toledo (Cavalo Zaino), Nara Leão (Andorinha Preta / Sabiá Laranjeira), oltre a Nelson Gonçalves con la sigla d'apertura Mágoas de Caboclo.

## Altre versioni
La telenovela di Barbosa era la seconda riduzione del romanzo di Couto per la tv. Nel 1959, in un periodo storico televisivo in cui la telenovela non godeva ancora di una programmazione quotidiana, la defunta TV Rio aveva prodotto uno sceneggiato con Glauce Rocha e Sebastião Vasconcelos nei ruoli di Zuca e Luís Jerônimo.
Nel 2004, Rede Globo ha prodotto una terza versione adattata dalle figlie di Benedito Ruy Barbosa, Edmara ed Edilene Barbosa, e interpretata da Vanessa Giácomo (Zuca) e Daniel de Oliveira (Luís Jerônimo). In questa edizione, Sebastião Vasconcelos, il Luis Jerônimo della Cabocla di TV Rio, ha interpretato il ruolo del vecchio Felício.